# Solo: A Star Wars Story (bande originale)
Albums
Ferdinand
(2017) Dragons 3 : Le Monde caché
(2019)
Bandes originales de Star Wars
Épisode VIII : Les Derniers Jedi
(2017) Épisode IX : L'Ascension de Skywalker
(2019)
La bande originale de Solo: A Star Wars Story a été composée par John Powell et John Williams, et a été mise en vente par Walt Disney Records le 25 mai 2018.

## Liste des titres
Toute la musique est composée par John Powell, sauf exceptions notées.
| 1.      | The Adventures of Han | John Williams | 3:49 |
| 2.      | Meet Han (contient Main Title de John Williams)                                                                                        |               | 2:20 |
| 3.      | Corellia Chase |               | 3:34 |
| 4.      | Spaceport |               | 4:07 |
| 5.      | Flying with Chewie |               | 3:30 |
| 6.      | Train Heist |               | 4:48 |
| 7.      | Marauders Arrive |               | 5:14 |
| 8.      | Chicken In The Pot |               | 2:09 |
| 9.      | Is This Seat Taken? |               | 2:36 |
| 10.     | L3 & Millenium Falcon (contient Main Title de John Williams)                                                                           |               | 3:16 |
| 11.     | Lando's Closet |               | 2:13 |
| 12.     | Mine Mission |               | 4:10 |
| 13.     | Break Out (contient Rebel Fanfare de John Williams)                                                                                    |               | 6:15 |
| 14.     | The Good Guy |               | 5:24 |
| 15.     | Reminiscence Therapy (contient Death Star Motif, Rebel Fanfare, TIE Fighter Attack, The Asteroid Field et Main Title de John Williams) |               | 6:13 |
| 16.     | Into The Maw (contient Rebel Fanfare et Main Title de John Williams)                                                                   |               | 4:49 |
| 17.     | Savareen Stand-Off |               | 4:26 |
| 18.     | Good Thing You Were listening |               | 2:08 |
| 19.     | Testing Allegiance |               | 4:21 |
| 20.     | Dice & Roll (contient Rebel Fanfare de John Williams)                                                                                  |               | 1:54 |
| 1:17:21 | |               |      |